# Schmidt
A Schmidt német családnév. Eredetileg foglalkozásnév volt. Jelentése: kovács: patkókat és vasalásokat készítő fémfeldolgozó, olykor állatgyógyítással is foglalkozó mesterember. Változatai: Schmitt, Schmitz, Schmid, Schmied. Németországban a második leggyakoribb családnév.

## Más nyelvekben
- Fabbri, Fabbro, Fabris, Ferrara, Ferraro, Ferrari, Ferrera, Ferrer – olaszul
- Feraru, Fieraru – románul
- Ferreiro, Ferreira – portugálul
- Ferrer, Ferré, Farré, Fabre, Fabra – katalánul
- Herrero, Ferrero – spanyolul
- Kovács – magyarul
- Kovač/Ковач, Kovačević/Ковачевић, Kovačić/Ковачић, Kovačev/Коваче – horvátul / szerbül
- Kovač, Kovačič – szlovénül
- Kováč, Kováčik, Kovačovič – szlovákul
- Kovacsev (Ковачев) – bolgárul
- Kowal, Kowalski, Kowalik, Kowalczyk, Kowalewski – lengyelül
- Kovalenko (Коваленко), Kovalcsuk (Ковальчук), Koval (Коваль) – ukránul
- Kovaljov (Ковалёв), Kuznyecov (Кузнецов) – oroszul
- Kovář – csehül
- Lefebvre, Lefèvre, Lefeuvre, Lefébure, Favre, Faber, Fabre, Fabré, Faure, Fauré, Favret, Favrette, Dufaure, Feaver – franciául
- Smit, Smid, Smidt, Smed – hollandul
- Smith – angolul

## Híres Schmidt nevű személyek
Magyarok
- Schmidt Egon (1931) ornitológus
- Schmidt Éva (1948–2002) nyelvész
- Schmidt János (1935–2020) agrármérnök
- Schmidt János (1905–1958) válogatott labdarúgó
- Schmidt József (1868–1933) nyelvész
- Schmidt Sándor (1882–1953) bányamérnök

Németek
- Friedrich von Schmidt (1825–1891) német származású osztrák építész
- Harald Schmidt (1957) német színész
- Helmut Schmidt (1918–2015) német politikus, kancellár (1974–1982)
- Joost Schmidt (1893–1948) német szobrász, festő
- Karl Schmidt-Rottluff (1884–1976) német festő és grafikus
- Kathrin Schmidt (1958) német író, költő

Más nemzetek
- Johannes Schmidt (1877–1933) dán biológus
- Eric E. Schmidt (1955) amerikai üzletember
- Don Schmidt (1968) kanadai jégkorongozó
- Otto Schmidt (1891–1956) főleg északi-sarkvidéki expedícióiról ismert szovjet tudós, matematikus, földrajztudós, geofizikus, csillagász